# Tefilin
Tefilin (em hebraico תפילין, com raiz na palavra tefilá, significando "prece") é um par de caixinhas de couro, cada qual presa a uma tira de couro de animal kasher, dentro das quais está contido um pergaminho com os quatro trechos da Torá em que se baseia o uso dos filactérios (Shemá Israel, Vehaiá Im Shamoa, Cadêsh Li e Vehayá Ki Yeviachá).

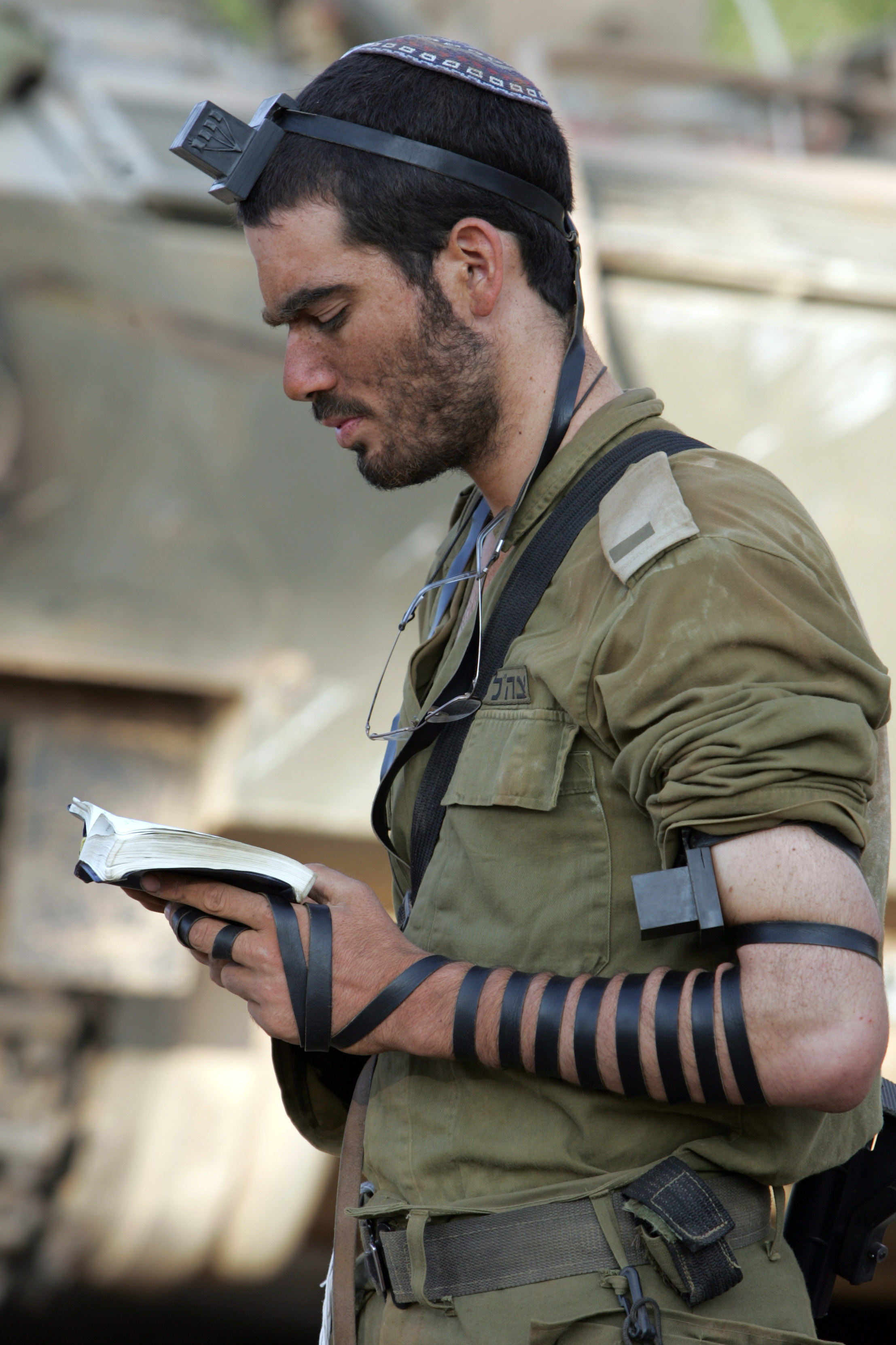
O tenente Asael Lubotzky no serviço
IDF ora com tefilin

Também é conhecido em português como filactério, vindo do termo grego phylaktérion, que significa basicamente "posto avançado", "fortificação" ou "protecção", o que explica a utilização destes objectos como protecção ou amuleto.

## Conteúdo dos tefilin
Os tefilins contêm pergaminhos onde estão inscritos quatro trechos da Torá que enfatizam a recordação dos mandamentos e da obediência a Deus.
Essas porções do texto bíblico, conforme vertidos para português pela tradução Almeida Corrigida Fiel, são alistados em seguida segundo a ordem em que surgem no conjunto dos textos sagrados:
- Êxodo 13:1-10

"Então falou o Senhor a Moisés, dizendo: Santifica-me todo o primogênito, o que abrir toda a madre entre os filhos de Israel, de homens e de animais; porque meu é. E Moisés disse ao povo: Lembrai-vos deste mesmo dia, em que saístes do Egito, da casa da servidão; pois com mão forte o Senhor vos tirou daqui; portanto não comereis pão levedado. Hoje, no mês de Abibe, vós saís. E acontecerá que, quando o Senhor te houver introduzido na terra dos cananeus, e dos heteus, e dos amorreus, e dos heveus, e dos jebuseus, a qual jurou a teus pais que te daria, terra que mana leite e mel, guardarás este culto neste mês. Sete dias comerás pães ázimos, e ao sétimo dia haverá festa ao Senhor. Sete dias se comerá pães ázimos, e o levedado não se verá contigo, nem ainda fermento será visto em todos os teus termos. E naquele mesmo dia farás saber a teu filho, dizendo: Isto é pelo que o Senhor me tem feito, quando eu saí do Egito. E te será por sinal sobre tua mão e por lembrança entre teus olhos, para que a lei do Senhor esteja em tua boca; porquanto com mão forte o Senhor te tirou do Egito. Portanto tu guardarás este estatuto a seu tempo, de ano em ano."
- Êxodo 13:11-16

"Também acontecerá que, quando o Senhor te houver introduzido na terra dos cananeus, como jurou a ti e a teus pais, quando ta houver dado, separarás para o Senhor tudo o que abrir a madre e todo o primogênito dos animais que tiveres; os machos serão do Senhor. Porém, todo o primogênito da jumenta resgatarás com um cordeiro; e se o não resgatares, cortar-lhe-ás a cabeça; mas todo o primogênito do homem, entre teus filhos, resgatarás. E quando teu filho te perguntar no futuro, dizendo: Que é isto? Dir-lhe-ás: O Senhor nos tirou com mão forte do Egito, da casa da servidão. Porque sucedeu que, endurecendo-se Faraó, para não nos deixar ir, o Senhor matou todos os primogênitos na terra do Egito, desde o primogênito do homem até o primogênito dos animais; por isso eu sacrifico ao Senhor todos os primogênitos, sendo machos; porém a todo o primogênito de meus filhos eu resgato. E será isso por sinal sobre tua mão, e por frontais entre os teus olhos; porque o Senhor, com mão forte, nos tirou do Egito."
- Deuteronômio 6:4-9

"Ouve, Israel, o Senhor nosso Deus é o único Senhor. Amarás, pois, o Senhor teu Deus de todo o teu coração, e de toda a tua alma, e de todas as tuas forças. E estas palavras, que hoje te ordeno, estarão no teu coração; e as ensinarás a teus filhos e delas falarás assentado em tua casa, e andando pelo caminho, e deitando-te e levantando-te. Também as atarás por sinal na tua mão, e te serão por frontais entre os teus olhos. E as escreverás nos umbrais de tua casa, e nas tuas portas."
- Deuteronômio 11:13-21

"E será que, se diligentemente obedecerdes a meus mandamentos que hoje vos ordeno, de amar ao Senhor vosso Deus, e de o servir de todo o vosso coração e de toda a vossa alma, então darei a chuva da vossa terra a seu tempo, a temporã e a serôdia, para que recolhais o vosso grão, e o vosso mosto e o vosso azeite. E darei erva no teu campo aos teus animais, e comerás, e fartar-te-ás. Guardai-vos, que o vosso coração não se engane, e vos desvieis, e sirvais a outros deuses, e vos inclineis perante eles; e a ira do Senhor se acenda contra vós, e feche ele os céus, e não haja água, e a terra não dê o seu fruto, e cedo pereçais da boa terra que o Senhor vos dá. Ponde, pois, estas minhas palavras no vosso coração e na vossa alma, e atai-as por sinal na vossa mão, para que estejam por frontais entre os vossos olhos. E ensinai-as a vossos filhos, falando delas assentado em tua casa, e andando pelo caminho, e deitando-te, e levantando-te; e escreve-as nos umbrais de tua casa, e nas tuas portas; para que se multipliquem os vossos dias e os dias de vossos filhos na terra que o Senhor jurou a vossos pais dar-lhes, como os dias dos céus sobre a terra."
Estes trechos da Torá são conhecidos pelos judeus como Shemá Yisrael (o mais importante, e citado acima em terceiro lugar), Vehaiá Im Shamoa, Cadêsh Li e Vehayá Ki Yeviachá.

## Utilização
O judaísmo ensina através de sua tradição preservada hereditariamente que além dos mandamentos da Torá, Moshê também recebeu através da Torá Oral os procedimentos de como confeccionar os tefilin, que teriam sido transmitidos de geração em geração até serem escritos na Mishná, no Talmud e no Shulkhan Arukh.
Os rabinos defendem que os tefilin sejam colocados diariamente pelas manhãs com a prece matinal ou pelo menos até o pôr-do-sol recitando-se o Shemá. Os tefilin somente não são utilizados  em Shabat, Yom Tov e Chol Hamoêd. A partir dos 13 anos de idade, com o Bar mitsvá um menino passa a usar os tefilin.
Em seu método de utilização coloca-se uma caixinha no braço esquerdo para que fique próxima do coração (shel yad) e enrola-se uma das tiras na mão esquerda, e a outra caixinha na testa, entre os olhos, como frontal (shel rosh).
A respeito da prática de usar tais caixinhas, ou filactérios, The Jewish Encyclopedia (A Enciclopédia Judaica, 1976, Vol. X, página 21) observa:
"As leis que governavam o uso de filactérios foram tiradas pelos Rabinos de quatro trechos bíblicos. Ao passo que esses trechos foram interpretados literalmente pela maioria dos comentaristas, [...] os Rabinos sustentavam que somente a lei geral foi expressa na Bíblia, a sua aplicação e elaboração sendo assuntos inteiramente da alçada da tradição e da dedução."
De acordo com o Shulkhan Arukh, no momento de colocar tefilin é considerado como se o judeu cumprisse toda a Torá. Talmud Rosh Hashaná 17a menciona que aquele que nunca colocou tefilin comete uma falha muito grave. Os sábios judeus consideram que ao usar tefilin, todos os povos temerão Israel. Esta ênfase foi dada, por exemplo, pelo Rebe de Chabad em 1967 que pouco antes da Guerra dos Seis Dias proclamou que Israel estava em grande perigo e incentivou uma campanha pelo uso dos tefilins. A surpreendente e rápida vitória de Israel nesta guerra foi atribuída pelo Rebe ao grande número de pessoas que aderiram a campanha.
A recomendação é que tefilins sejam adquiridos apenas de pessoas confiáveis e que sejam verificados de ano em ano por um sofêr.